# Кубинская оттепель

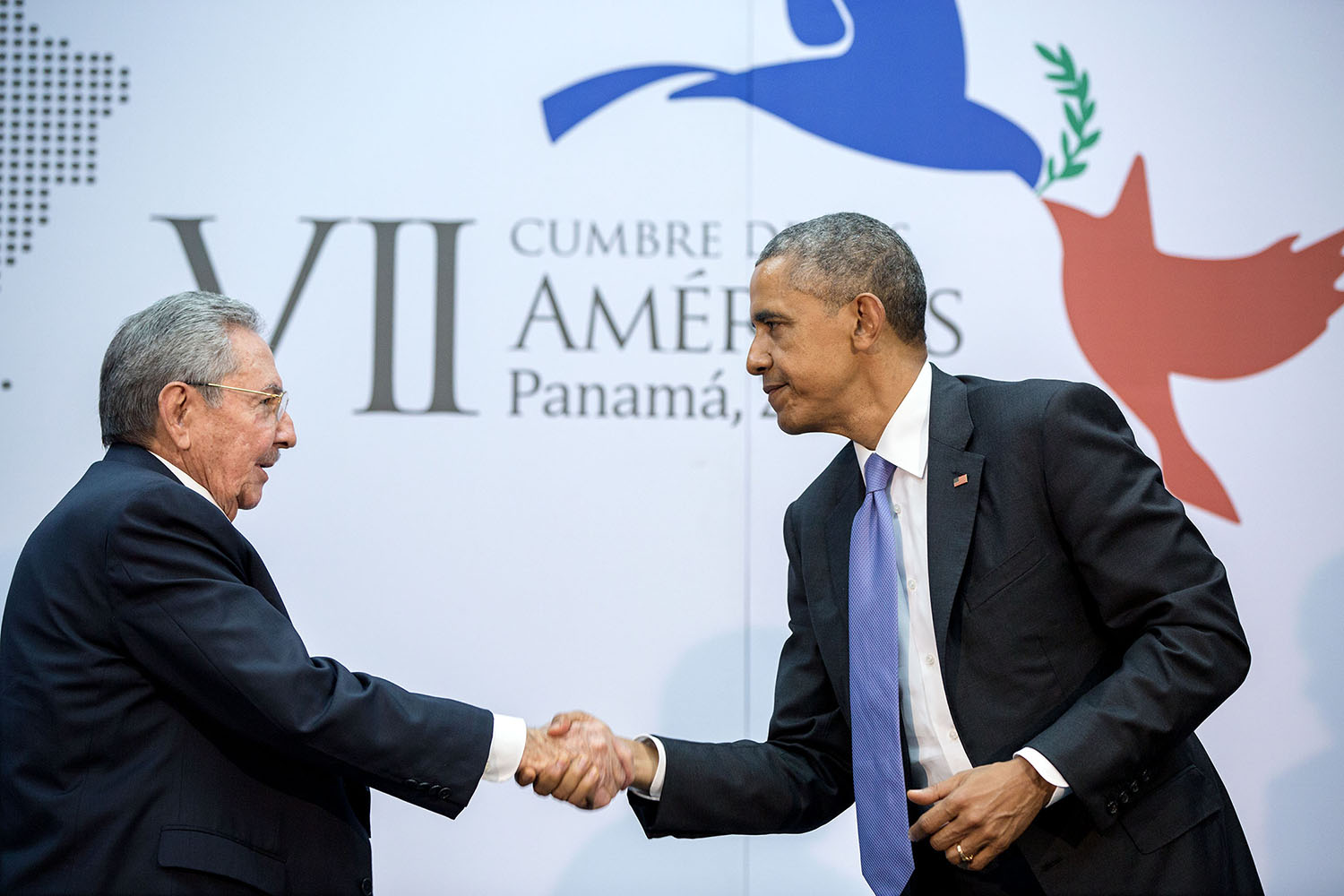
Президент США Обама и глава Кубы Кастро на встрече, 2015 год.

Кубинская оттепель (англ. Cuban Thaw, исп. El deshielo cubano-estadunidense) — клише, используемое в западных СМИ, для обозначения нового этапа в развитии политических и торгово-экономических отношений между США и Кубой, характеризующегося спадом напряжения между этими странами. Процесс начался в конце 2014 года, спустя более пятидесяти лет с момента Карибского кризиса и разрыва дипломатических связей.
17 декабря 2014 года президент США Барак Обама и лидер Кубы Рауль Кастро объявили о старте нормализации двусторонних отношений между Соединёнными Штатами и Кубой. Договорённости были заключены несколько ранее с участием Папы Франциска. Инициативу одновременно поддержали Канада и Ватикан.
20 июля 2015 года состоялось возобновление работы посольств обеих стран в Гаване и Вашингтоне, ликвидированных, когда правительство Фиделя Кастро заключило союз с Советским Союзом. В дальнейшем ожидается послабление ограничений миграционной политики государств, упрощение денежных переводов, интеграция американских банков в кубинскую финансовую систему, а также развитие двухсторонней туристической программы.
20 марта 2016 года президент США Барак Обама посетил Кубу с двухдневным визитом, что является первым официальным визитом главы Белого дома с 1928 года.

## Обмен политзаключёнными

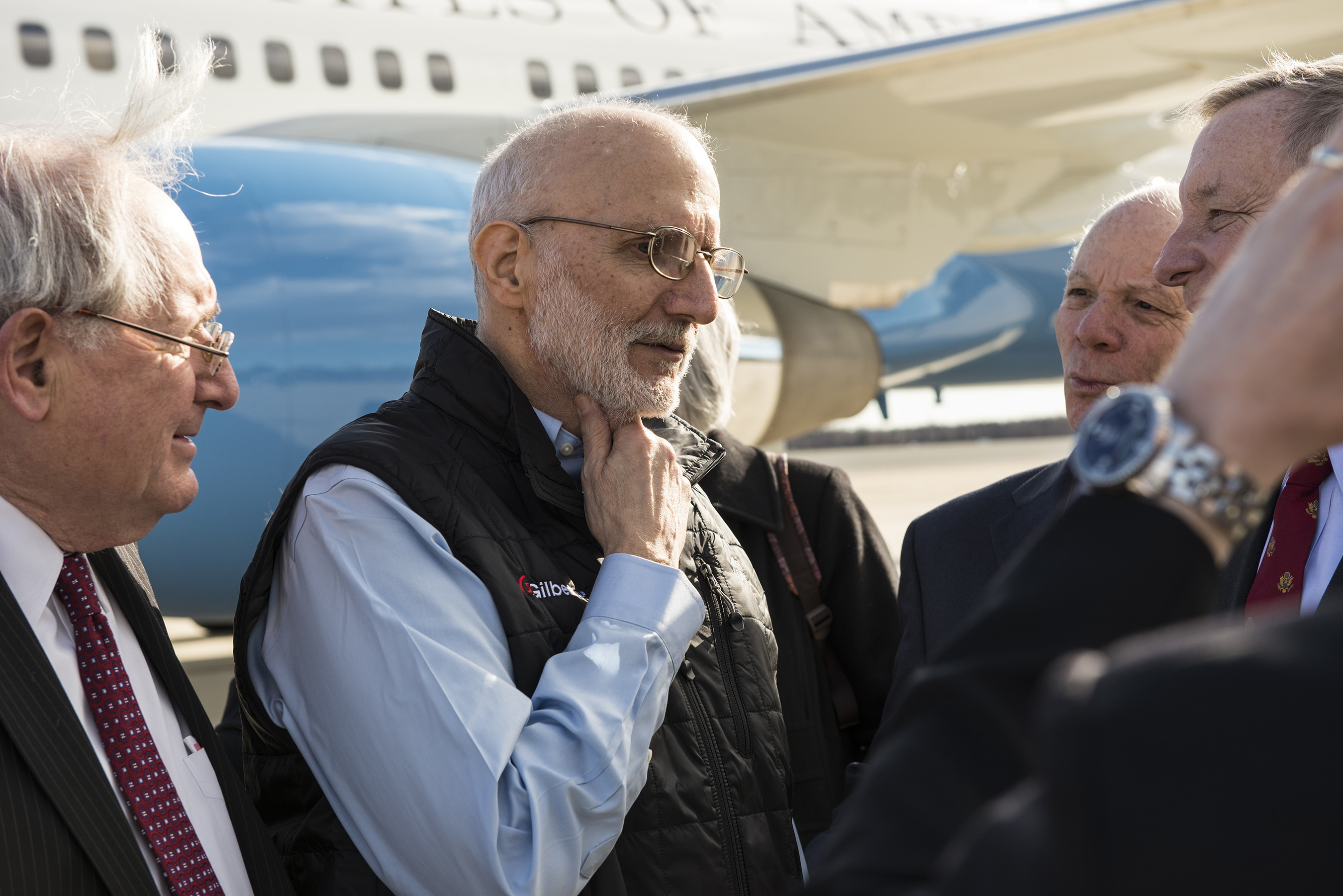
Алан Гросс сразу после освобождения, США.

Ещё в мае 2012 года сообщалось, что американское правительство отклонило «шпионскую сделку», предложенную Кубой — выдать троих оставшихся осуждённых из группы, известной как «Кубинская пятёрка», в обмен на сотрудника Алана Гросса. Последний был признан виновным в нелегальном распространении компьютерного и спутникового оборудования, расценённого кубинским правосудием как шпионаж в пользу США.
Несмотря на первоначальные отказы, передача заключённых состоялась в декабре 2014 года, когда Барак Обама заявил о «потеплении». Помимо Гросса, амнистирован был и Роландо Трухильо, кубинский офицер, работавший на разведку США и отсидевший около 20 лет в тюрьме. На 12 января 2015 года все 53 кубинских диссидента были освобождены по просьбе Белого дома.

## Миграционная политика и финансовые перемены
Хотя экономическая блокада Кубы может быть отменена только решением Конгресса, президентская администрация предприняла ряд шагов по ослаблению контроля передвижений американских граждан между странами, а также локализации запретов импорта и экспорта товаров.
В ежегодном послании президента Конгрессу 2015 года Обама призвал обе палаты снизить кубинское эмбарго.
Тем временем правительство Кастро не спешит вводить послабления для американцев. Этот вопрос будет обсуждаться на двусторонних переговорах в Гаване.
Чартерные рейсы между Международным аэропортом им. Джона Кеннеди в Нью-Йорке и Международным аэропортом им. Хосе Марти в Гаване, управляемые Sun CountryAirlines, начали работать в марте 2015 года.
20 марта 2016 года, впервые с 1959 года, была заключена первая сделка на Кубе.

## Переговоры
После того, как администрация Обамы объявила о начале пересмотра отношений с Кубой, был установлен график и место январских переговоров. Для правительств приоритетной задачей стала реорганизация посольств. Тем не менее, представители обеих стран выразили обеспокоенность другими важными вопросами предстоящего события.
21 января в Гаване Соединённые Штаты и правительство Кубы начали диалог, чтобы обсудить дальнейшие моменты нормализации отношений. Американская делегация, возглавляемая помощником госсекретаря США Роберта Якобсона, и, с другой стороны, Джозефиной Ферреро, главой отделения по делам Северной Америки, провели первое закрытое заседание в гаванском конференц-центре. Центральным обсуждением стала миграционная политика. Представитель правительства Кастро призвал США не давать иммиграционные льготы беженцам. Кроме того, кубинская сторона опасается, что политические дебаты не дадут существенных результатов, если Америка не исключит Кубу из списка стран-спонсоров терроризма. Куба одна из четырёх стран, признанных таковыми, наряду с Ираном, Суданом и Сирией. В итоге США пересмотрят вопрос о её статусе.
Американское представительство настаивало, что «соблюдение прав человека, свобода выражения мнений и собраний» — решающий фактор на пути становления отношений между государствами.
Вторая часть переговоров прошла в Вашингтоне 15 февраля 2015 года. Участники охарактеризовали их как продуктивные, что некоторые вопросы близки к завершению, но статус Кубы как международного спонсора терроризма по-прежнему мешает сторонам прийти к консенсусу. Однако, Джозефина Видаль заявила, что на создание посольств не повлияет окончательный результат данной проблемы.
В третий раз делегации встретились 16-17 марта. 10-11 апреля на Саммите Америк Кастро и Обама провели встречу, где первый извинился за резкую критику США из-за экономического эмбарго. Лидеры выразили надежду на более тесные отношения в будущем.
14 апреля Барак Обама сообщил Конгрессу, что хочет исключить Кубу из списка стран-спонсоров терроризма. Он объяснил это тем, что «кубинское правительство не поддерживало террористов на протяжении последних шести месяцев и предоставляет гарантии не делать этого в будущем».
20 июля 2015 года состоялось возобновление работы посольств обеих стран в Гаване и Вашингтоне, ликвидированных, когда правительство Фиделя Кастро заключило союз с Советским Союзом[когда?]. В дальнейшем ожидается послабление ограничений миграционной политики государств, упрощение денежных переводов, интеграция американских банков в кубинскую финансовую систему, а также развитие двухсторонней туристической программы.
20 марта 2016 года президент США Барак Обама посетил Кубу с официальным визитом, что является первым официальным визитом главы Белого дома с 1928 года.

## Внутригосударственные дискуссии

### США
Процесс сближения двух стран был раскритикован рядом американских политиков, в частности, сенатором от штата Флорида Марко Рубио. Республиканец кубинского происхождения заявил, что «дипломатическое признание признаёт легитимным правительство, которое это не заслуживает».
Учитывая результаты выборов в Сенат США 2014 года, Роберт Менендес, сенатор демократической партии от штата Нью-Джерси, также как и Марко Рубио с кубинскими корнями, был вынужден уйти с поста председателя Комитета по международным отношениям в январе 2015 года. Несмотря на это, ещё являясь главой ведомства, он был одним из первых, кто отрицательно отозвался о решении Обамы. 17 декабря по информации, опубликованной ежедневной газетой USA Today, Менендес подверг критике президента «за ущемление американских ценностей» и его администрацию за «ошибочное вознаграждение тоталитарного режима». Сенатор стал среди немногих демократов, кто не поддержал «потепление».
Оппоненты в Конгрессе пообещали не допустить реализацию проекта; Рубио заявил, что будет препятствовать поддержанию кандидатуры на пост посла в Кубе, которого Обама может назначить. Техасец Тед Круз назвал политические изменения «трагической ошибкой». С другой стороны, ссылаясь на обращение «Ассошиэйтед Пресс», несколько бизнес-организаций, таких как Торговая Палата США, вероятно «окажут давление» на конгрессменов для восстановления дипломатических отношений с Кубой. Сенатор от республиканской партии от Аризоны Джеф Флейк, сторонник «оттепели», прогнозировал, что многие политики изменят своё решение.
Госсекретарь США Джон Керри выразил поддержку Бараку Обаме в этом вопросе и заявил, «что 11 миллионов граждан Кубы ждали слишком долго — больше полувека — воплощения своих демократических стремлений».
Хиллари Клинтон, кандидат на пост президента США и бывший госсекретарь в правительстве Обамы, одобрила принятые решения. Она заметила: «Санкции подогревали кубинское правительство во всех государственных проблемах винить Штаты», и что «эмбарго не повлияло ни на свободу слова, ни на свободу самовыражения и осуждённых по политическим причинам».

### Куба
Ещё в 2013 году Рауль Кастро, преемник своего брата, заявил о «постепенной передаче государственных дел молодым поколениям». Он пообещал уйти в отставку к 2018 году.
Фидель Кастро приветствовал продвижение в урегулировании отношений в заявлении, опубликованном 27 января 2015. Как сообщалось, он заявил, что хоть и «не доверяет американским политикам», но считает, что «мы всегда поддерживаем отношения со всем миром».

## Военное присутствие американцев в Гуантанамо
28 января 2015 года во время саммита латиноамериканских лидеров в Сан-Хосе, Коста-Рика, Рауль Кастро сделал заявление, что США должны вернуть базу в заливе Гуантанамо и снять эмбарго для изменения в отношениях между странами.
В ответ на это на следующий день Белый дом дал официальный ответ, что «не может идти речи о таком шаге». «Президент верит, что тюрьма в Гуантанамо должна быть закрыта, но американские войска должны находиться на Кубе», — такова позиция Вашингтона.

## Международная реакция
В целом, международная общественность высоко оценила урегулирование полувековой отчуждённости США и Кубы.
Польская международная служба радио информировало, что глава МИД Польши «поощряет Вашингтон в продвижении отмены длительного эмбарго».
Россия выразила поддержку двусторонних соглашений и исключения Кубы из списка стран-спонсоров терроризма, а также заметила, что политика санкций не даст результатов.
Израиль стал одной из немногих стран, не сделавших заявление по этому поводу. Кубино-израильские связи были разорваны в 1960-х; единственное государство наряду с Соединёнными штатами, которое лоббировало санкционный режим против Кубы.
Президент Венесуэлы Николас Мадуро отметил, что это «доблестный и исторический шаг» на пути нормирования политической напряженности.
Канадское правительство также одобрило структурные изменения в дипломатических отношениях США и Кубы.